# 李志薔
李志薔（1966年—），台灣作家及導演。國立臺灣大學機械研究所畢業，創作兼及文學和電影，並擔任多部影片之導演、編劇、監製等職務。曾獲聯合報文學獎、台灣省文學獎、中國文藝協會青年文學獎等30多項獎項。2003年至2005年間曾與王聰威、高翊峰、李崇建、甘耀明、許榮哲、伊格言、張耀仁共同組成「小說家讀者」（又稱「8P」）。文學著作有《甬道》、《雨天晴》、《台北客》、《流離島影》、《電視電影‧偶像劇》等。《甬道》一書獲中國文藝協會青年文學獎。
第一部劇情長片《單車上路》，全片充滿獨特的散文詩氣息，曼漢姆及福岡影展譽為該片為亞洲電影開發了新的視野。電視電影《秋宜的婚事》獲金鐘最佳影片、最佳劇本三項入圍；《十七號出入口》獲邀東京國際同志影展，《你現在在哪？》獲台北市電影委員會「拍台北」劇本全球首獎(蔡銀娟、李志薔共同編劇)。2012年電影《候鳥來的季節》擔任監製及生態導演，入圍台北電影節最佳劇情片、金馬獎、印度國際影展、上海國際電影節、兩岸電影展及溫哥華台灣電影節等多項影展。現為中華編劇學會秘書長。2015以連續劇《新丁花開》獲得電視金鐘獎最多的八項入圍，最後並獲女主角獎等三項大獎。

## 作品

### 導演
- 2000年：紀錄片《浮球》
- 2006年：電影《單車上路》
- 2010年：公視人生劇展《秋宜的婚事》
- 2011年：公視人生劇展《你現在在哪？》
- 2011年：公視HD單元劇《十七號出入口》
- 2012年：電影《候鳥來的季節》 (生態導演)
- 2014年：客家電視台連續劇《新丁花開》
- 2017年：台視閱讀時光2《先生媽》
- 2017年：短片綠色影展宜蘭10+10《等待耶穌》
- 2017年：華視金選劇場《紅塵梵谷》

### 製作人
- 2021年：公視消防職人電視劇《火神的眼淚》(與湯昇榮共同製作)

### 監製、製片統籌
- 1996年：短片《願望公園》，導演靳家驊
- 2004年：電影《豔光四射歌舞團》，導演周美玲
- 2012年：電影《候鳥來的季節》，導演蔡銀娟
- 2016年：電影《心靈時鐘》，導演蔡銀娟

### 副導演
- 2004年：電影《豔光四射歌舞團》

### 書籍
| 文學作品                                        | 文學作品                     | 文學作品   | 文學作品 |
| 書名                                            | 出版社                       | 出版日期   | 文類     |
| ----------------------------------------------- | ---------------------------- | ---------- | -------- |
| 流離島影                                        | 唐山出版社                   | 2001年1月  | 報導文學 |
| 甬道                                            | 爾雅出版社                   | 2001年10月 | 散文     |
| 臺北客                                          | 寶瓶文化公司                 | 2005年9月  | 小說     |
| 雨天晴                                          | 麥田出版公司                 | 2003年5月  | 散文     |
| 電視電影．偶像劇╱艷光四射歌舞團──一部電影的完成 | 遠足文化公司                 | 2004年8月  | 散文     |
| 臨海眺望: 迎接歸來的人                          | 印刻文學生活雜誌出版有限公司 | 2013/11/26 | 散文     |

## 編劇
- 2009年：電視電影秋宜的婚事  (金鐘獎最佳編劇入圍)
- 2010年: 電視電影你現在在哪  (編劇蔡銀娟/李志薔。獲 拍台北電影劇本獎  首獎)
- 2020年：friDay影音 台灣政治劇《國際橋牌社》(與鄭心媚、楊一峯共同編劇)
- 2021年：公視消防職人電視劇《火神的眼淚》(與蔡銀娟、曾群芳共同編劇)

## 得獎記錄

### 擔任監製、製片統籌的作品

#### 艷光四射歌舞團 (製片統籌)
- 2004 第九屆韓國釜山國際影展「亞洲之窗」觀摩單元
- 2004 第二十三屆加拿大溫哥華國際影展Dragons and Tigers單元
- 2004 第四十八屆英國倫敦國際影展World Cinema單元
- 2004 第四十一屆金馬獎獲得獎項：年度最佳台灣電影、最佳造型設計（陳淑津、賴蔚炅）、最佳原創電影歌曲獎
- 2004 第四十一屆金馬獎提名：最佳新演員（陳煜明）、最佳美術設計（洪東祿、洪崇仁）、入圍最佳原創電影音樂（陳建騏、張見宇、張羽偉）

#### 候鳥來的季節(監製 / 生態導演)
- 2012 台北電影節 最佳劇情片入圍
- 2012 印度國際影展
- 2012 金馬獎最佳男配角入圍 (莊凱勛)
- 2013 上海國際電影節
- 2013 兩岸電影展 (開幕片)
- 2013 獲選溫哥華台灣電影節
- 2013 獲選愛丁堡台灣電影節 (閉幕片)
- 2013 代表台灣角逐亞洲女性影展聯盟國際競賽
- 2014 伊朗德黑蘭茉莉花影展 (獲最佳劇本獎)

#### 心靈時鐘(監製)
- 2016 香港亞洲電影節
- 2016 美國洛杉磯國際女性影展/競賽片
- 2016 高雄國際電影節
- 2017 澳洲金考拉國際電影節
- 2017 兩岸電影展
- 2017 美國休斯頓國際影展 (獲金牌獎)
- 2017 澳門國際兒童影展
- 2017 伊朗國際兒童影展
- 2017 台灣國際女性影展/競賽片

#### 火神的眼淚(製作人)
- 2021 公視影集
- 2021  Netflix  Video

### 擔任導演的作品

#### 浮球
- 2000 台灣國際紀錄片雙年展觀摩
- 2000 台北電影節獨立創作競賽紀錄類提名
- 2001 加拿大溫哥華國際影展
- 2001 澳洲布里斯班國際影展
- 2001 瑞士真實影展
- 2001 金馬獎最佳紀錄片入圍 (與流離島影系列)

#### 單車上路
- 2006 入圍德國曼漢姆影展新發現單元
- 2006 南方影展開幕影片
- 2006 新加坡亞裔首作電影節 (李國毅獲最佳男主角獎)
- 2007 日本福岡國際影展
- 2007 台灣新電影獎 最佳導演入圍
- 2007 上海國際電視節 最佳導演入圍

#### 秋宜的婚事
- 2010 入圍金鐘獎三大項目
- 最佳電視電影
- 最佳劇本(李志薔)
- 最佳男主角 (蔡振南)

#### 十七號出入口
- 獲邀日本東京同志影展
- 2011 入圍金鐘獎最佳男主角 (金士傑)

#### 你現在在哪
- 獲第二屆順著台北一路拍劇本首獎 金劇本獎 (編劇蔡銀娟，李志薔)

#### 新丁花開(導演)
- 2015 金鐘獎入圍八大項，獲得最佳女主角獎，最佳攝影獎，及最佳美術設計獎(金鐘獎第50屆)
- 最佳戲劇節目
- 最佳導演(李志薔)
- 最佳男主角
- 最佳女主角(朱芷瑩獲獎)
- 最佳攝影
- 最佳燈光
- 最佳美術設計
- 最佳音效設計

#### 先生媽(導演)
- 2017 文化部《閱讀時光二》系列，台視製作
- 改編自吳濁流小說

#### 等待耶穌(導演)
- 2017 宜蘭10+10 特別企畫  (4分鐘短片)
- 2017 綠色國際影展
- 2017 Asia South East-short film Festival 獲「評審團特別推薦獎」(銀獎)

### 其他參與的作品

#### 解密831
- 1999 台北電影節獨立創作競賽紀錄類提名
- 2000 金馬國際影展觀摩
- 2000 台北電影節商業推薦評估獎提名
- 2000 馬來西亞錄影帶獎
- 2000 第二十四屆香港電影節觀摩
- 2001 第十四屆新加坡國際影展
- 2001 第六屆印度喀拉拉國際影展
- 2001 第四屆印度孟買國際影展
- 2001 孟加拉共和國影展

### 以作家身份得獎
- 1999聯合報文學獎
- 1997台灣省文學獎
- 1997中央日報文學獎
- 1998中央日報文學獎
- 2000文薈獎首獎
- 2001中國文藝協會青年文學首獎
- 2001教育部文藝創作獎
- 2005台北文學獎
- 2010拍台北電影劇本 首獎

## 外部連結
- 李志薔在互联网电影资料库（IMDb）上的資料（英文）
- 李志薔在香港影庫上的簡介
- 李志薔在台灣電影網上的資料（繁體中文）
- 李志薔、蔡銀娟攜手鑄造《候鳥來的季節》.新新聞2012-10-02
- 李志薔的部落格 （页面存档备份，存于）
- 公視《十七號出入口》相關新聞 （页面存档备份，存于）
- 《侯鳥來的季節》的Facebook專頁
- 《侯鳥來的季節》官方網站 （页面存档备份，存于）
- 《十七號出入口》的Facebook專頁
- 《你現在在哪裡？》的Facebook專頁
- 《秋宜的婚事》的Facebook專頁
- 金鐘50職場劇出頭天 「新丁花開」入圍大贏家 （页面存档备份，存于）
- 金鐘入圍／《新丁花開》狂入圍8項　戲劇黑馬大贏家！ （页面存档备份，存于）.ETtoday新聞雲.2015-08-26
- 閱讀時光II試映會劇評 連一根油條亦不可得：《先生媽》  （页面存档备份，存于）